# John Anderson (naturaliste)
Pour les articles homonymes, voir John Anderson et Anderson.
John Anderson, né le 4 octobre 1833 à Édimbourg et mort le 15 août 1900 à Buxton, est un  naturaliste et un médecin écossais.

## Biographie
John Anderson fait ses études à l'université d'Édimbourg où il soutient sa thèse de médecine en 1861. En 1864, il part rejoindre son frère à Calcutta. En 1865, il devient le conservateur (ou le directeur) du tout nouveau muséum d’histoire naturelle indien. Il y apporte ses propres collections faites dans diverses régions de l'Inde. Il œuvre avec Edward Blyth (1810-1873) de l'Asiatic Society of Bengale à la fondation du muséum.
Il participe, en 1868, à une expédition comme médecin et naturaliste en Birmanie et dans le Yunnan dans le sud-ouest de la Chine, puis à une seconde en 1875, mais celle-ci ne peut que se rendre en Birmanie, les frontières chinoises étant fermées.
Il se retire de ses fonctions en 1876 et retourne en Angleterre. Il se rend en Algérie en 1889 puis en Égypte où des problèmes de santé l'obligent à passer beaucoup de temps. Avec le soutien de George Albert Boulenger (1858-1937), il amasse une vaste collection qui lui permettra de faire paraître ses fameuses publications sur la faune égyptienne sous le titre de Zoology of Egypt.

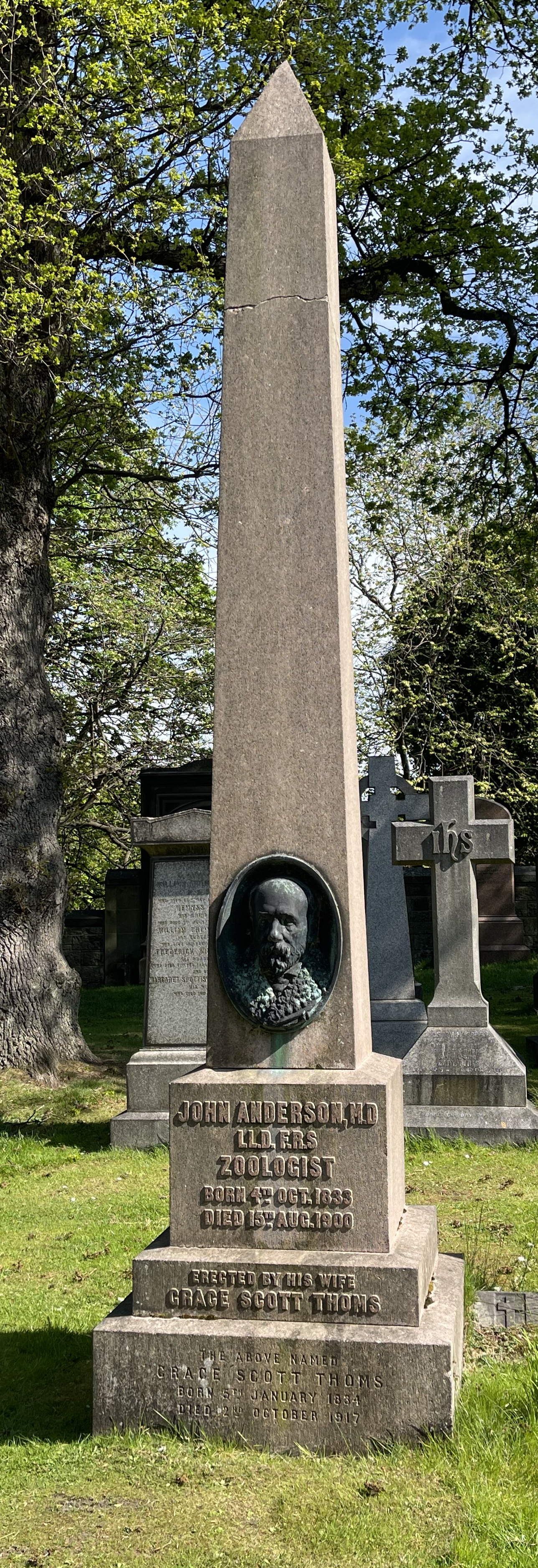
Tombe au Dean Cemetery, Édimbourg.

Contrairement à nombre de ses contemporains, c'est avant tout un naturaliste de terrain. Ses publications, dans lesquelles il mentionne des références géographiques et zoologiques précises, en sont la preuve.
Il fait paraître le compte rendu de ses voyages en Asie du Sud-Est en 1879, sous le titre d'Anatomical and Zoological Researches: Comprising an Account of the Zoological Results of the Two Expeditions to Western Yunnan in 1868 and 1875.